# 토농 에비앙 FC

토농 에비앙 FC(Thonon Évian Football Club)는 2003년에 창단된 프랑스 토농레뱅의 축구 클럽으로 현재 리그 앙에서 활동하고 있다.
1924년 FC 가야르(FC Gaillard)라는 이름으로 창단 했으며 2003년에 FC 빌라그랑(FC Ville-la-Grand)을 합병하면서 팀 명칭도 푸트발 크루아 드 사부아 74(Football Croix-de-Savoie 74)로 변경 되었다. 2005년 샹피오나 드 프랑스 아마퇴르 B 그룹에서 3위를 차지 하면서 샹피오나 나시오날로 승격 되었지만 당시의 홈구장이었던 스타드 루이 시몽(수용인원 2,000명)이 기준에 맞지 않아 토농레벵의 스타드 조세프 무아나(수용인원 6,000명)를 홈구장으로 대신해서 사용했다.
2007년 올랭피크 토농 샤발(Olympique Thonon-Chablais)을 합병하는 한편 연고지를 토농레벵으로 이전 했으며 팀 명칭도 올랭피크 크루아 드 사부아 74(Olympique Croix-de-Savoie 74)로 변경 되었다. 2009년에 팀 명칭을 현재의 이름으로 변경 했으며 2010년 샹피오나 나시오날에서 1위를 차지하면서 리그 되로 승격 되었지만 당시의 홈구장이었던 스타드 조세프 무아나(수용인원 6,000명)가 프랑스 프로축구연맹의 기준에 맞지 않아 문제가 생겼다. 구단은 스위스 제네바의 스타드 드 제네브를 홈구장으로 사용하려고 했지만 UEFA의 허락을 받지 못하게 되자 안시의 파르크 드 스포르트(수용인원 15,600명)을 홈구장으로 대신해서 사용하게 되었다.
현재 에비앙 생수를 생산하는 다논그룹 소유이다.

## 성적
- 리그 되 (1회) : 2010–11
- 샹피오나 나시오날(1회) : 2009–10
- 샹피오나 드 프랑스 아마퇴르(우승) : 2007–08

## 선수 명단

### 현역
참고: FIFA 자격 규정에 따라 소속된 국가대표팀 국기를 표시합니다. 선수는 복수의 FIFA 비회원국 국적을 가지고 있을 수 있습니다.
| 번호 | 포지션 | 국적   | 이름          |
| ---- | ------ | ------ | ------------- |
| 4    | DF     | 니제르 | 에르베 리보히 |
| 10   | MF     | 가봉   | 요한 브랑제   |

| 번호 | 포지션 | 국적 | 이름        |
| ---- | ------ | ---- | ----------- |
| -    | DF     | 말리 | 마마두 코네 |

## 역대 감독
| 감독            | 임기        |
| --------------- | ----------- |
| 베르나르 카소니 | 2010 ~ 2012 |
| 사페트 수시치   | 2015 ~ 2016 |

## 같이 보기
- 다논그룹
- 에비앙